# Wartehäuschen der städtischen Verkehrsbetriebe (Brühlstrasse)

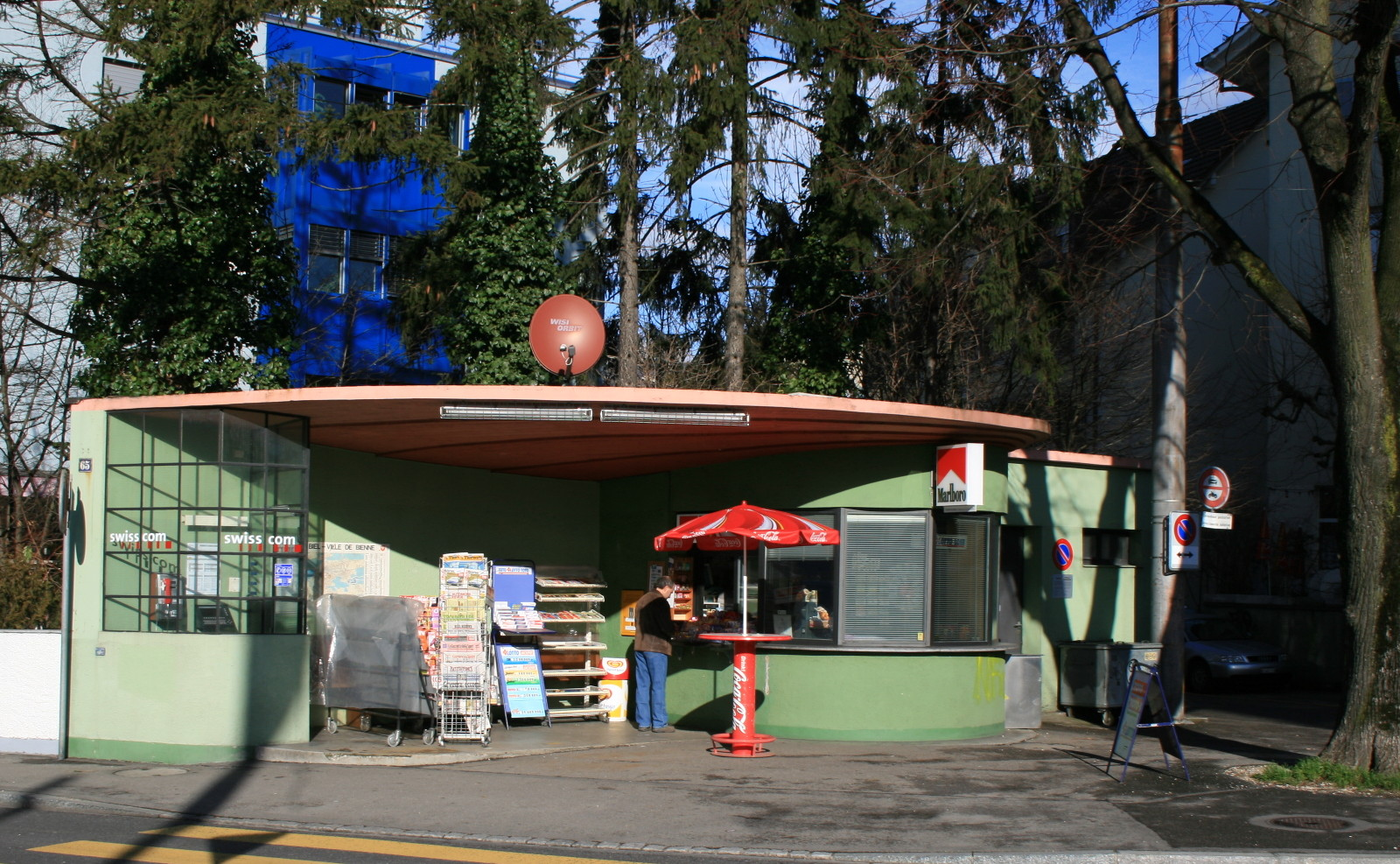
Wartehäuschen Brühlplatz (2006), im Schatten die Dachspirale

Das Wartehäuschen, Brühlstrasse 65 am Brühlplatz in Biel/Bienne im Kanton Bern in der Schweiz wurde 1933 von Ernst Berger im Stil der «Bieler Moderne» errichtet und steht als Kulturgut unter Denkmalschutz.

## Beschreibung
Das Wartehäuschen liegt an einem Kreisverkehr, in den die Brühlstrasse, der Radiusweg, die Madretschstrasse und die Wandrainstrasse münden. Es wurde 1933 vom Architekten Ernst Berger entworfen und verbindet verschiedene Funktionen unter einem ausladenden halbkreisförmigen Beton-Flachdach, dass sich unterseitig in mehreren Spiralen dynamisch verjüngt. Die mit Stahlsprossung fein verglaste Telefonzelle dient gleichzeitig als Wetterschutz für den offenen Wartebereich. Auf der Seite, die der Telefonkabine gegenüber liegt, befindet sich ein Kiosk. Der Wartebereich wurde zu den Privathäusern hin mit einer Betonwand geschlossen. Davor ordnete Berger ein Sitzbank aus Holz an. Rückwärtig befindet sich eine Toilette.
Das Bauwerk wird als «interessanter, multifunktionaler Betonbau» beschrieben. Die Denkmalpflege bewertet es als «eine der besten der zwischen 1923 und 1943 im Geist der Moderne errichteten Buswartehallen, die von den städtischen Behörden bewusst als Elemente einer fortschrittlichen Stadtgestaltung eingesetzt wurden.» Das Bauwerk wurde 2003 rechtswirksam im Bauinventar des Kantons als «schützenswert» verzeichnet.